# Szpiegu, do dzieła
Szpiegu, do dzieła (ang. Carry On Spying) – brytyjska komedia filmowa z 1964 w reżyserii Geralda Thomasa i ze scenariuszem Talbota Rothwella i Sida Colina. Jest dziewiątym filmem z cyklu Cała naprzód i zarazem ostatnim zrealizowanym na czarno-białej taśmie. Stanowi parodię kina szpiegowskiego.

## Fabuła
Groźna organizacja terrorystyczna wykrada ściśle tajną formułę chemiczną, której niewłaściwe użycie może mieć katastrofalne skutki. Sprawą postanawia zająć się brytyjski wywiad, jednak ze względu na niedobory kadrowe dowódca tej elitarnej jednostki jest zmuszony postawić na czele akcji agenta Simpkinsa, przemądrzałego fajtłapę, zajmującego się dotąd głównie pracą biurową. Ma mu towarzyszyć trójka początkujących agentów, dopiero co przyjętych do służby.

## Obsada (m.in.)
- Kenneth Williams jako agent Desmond Simpkins
- Barbara Windsor jako agentka Daphne Honeybutt
- Charles Hawtrey jako agent Charlie Bind
- Bernard Cribbins jako agent Harold Crump
- Jim Dale jako agent Carstairs
- Dilys Laye jako Lila
- Eric Barker jako Szef
- Richard Wattis jako agent Cobley
- Eric Pohlmann jako Grubas
- Victor Maddern jako Mleczarz
- Judith Furse jako doktor Crow (głos podłożył John Bluthal)

## Produkcja
Pomijając przebitki z ujęciami miast, bez udziału aktorów, film został zrealizowany w całości na terenie Pinewood Studios pod Londynem. Ośrodek ten był stałym miejscem kręcenia filmów z cyklu Cała naprzód, ale także (co w tym przypadku nie bez znaczenia) filmów o Jamesie Bondzie. Okres zdjęciowy trwał od 8 lutego do 13 marca 1964 roku.